# Gmina Bobrowniki (Powiat Będziński)
Die Gmina Bobrowniki ist eine Landgemeinde im Powiat Będziński der Woiwodschaft Schlesien in Polen. Ihr Sitz ist das gleichnamige Dorf (deutsch Bobrownik) mit etwa 3000 Einwohnern.

## Geographie
Die Gemeinde liegt etwa 20 Kilometer nördlich von Katowice und 10 Kilometer nordwestlich der Kreisstadt Będzin. Nachbargemeinden sind Mierzęcice, Ożarowice, Piekary Śląskie, Psary, Świerklaniec und Wojkowice.
Die Landgemeinde hat eine Fläche von 52 km², von der 63 Prozent land- und 20 Prozent forstwirtschaftlich genutzt werden. Zu den Gewässern gehört die Brynica (Brinitz). An der Westgrenze liegt das Staubecken Kozłowa Góra.

## Geschichte
Die Landgemeinde wurde 1973 aus verschiedenen Gromadas wieder gebildet. Ihr Gebiet kam 1950 von der ehemaligen Woiwodschaft Schlesien zur Woiwodschaft Katowice, diese wurde 1975 im Zuschnitt stark verkleinert.  Zum 1. Januar 1999 kam die Gemeinde zur Woiwodschaft Schlesien und wieder zum 1975 aufgelösten Powiat Będziński.
Die bis 1954  bestehende Landgemeinde wurde in Gromadas aufgelöst, zu denen die Gromada Bobrowniki gehörte.

## Partnerschaften
Die Gmina Bobrowniki ist eine Gemeindepartnerschaft mit Krnov in Tschechien eingegangen.

## Gliederung
Zur Landgemeinde (gmina wiejska) Bobrowniki gehören acht Dörfer mit einem Schulzenamt (sołectwo).
Bobrowniki
Dobieszowice
Myszkowice
Rogoźnik
Sączów
Siemonia
Twardowice
Wymysłów
Kleinere Orte der Gemeinde ohne Schulzenamt sind:
Dalekówka
Gajówka
Kolonia Wesoła
Łubianki
Namiarki
Najdziszów
Niebyła
Ossy
Podmłynie
Podmyszkowice
Podossy
Podsączów
Podsiemonia
Podtąpkowice
Pomłynie
Pustkowie
Wesoła

## Politik

### Gemeindevorsteher
An der Spitze der Stadtverwaltung steht der Gemeindevorsteher. Dies ist seit 2018 Małgorzata Bednarek, nachdem ihr Vorgänger Arkadiusz Ziemba, der seit 2010 amtiert hatte, nicht mehr kandidierte. Die turnusmäßige Wahl im April 2024 führte zu folgenden Ergebnis:
- Małgorzata Bednarek (Wahlkomitee Małgorzata Bednarek) 49,0 % der Stimmen
- Arkadiusz Ziemba (Wahlkomitee Arkadiusz Ziemba) 32,3 % der Stimmen
- Jadwiga Wochwałek (Wahlkomitee Jadwiga Wochwałek) 18,7 % der Stimmen

In der damit notwendigen Stichwahl wurde Amtsinhaberin Bednarek mit 57,9 % der Stimmen gegen ihren Amtsvorgänger Ziemba als Gemeindevorsteherin wiedergewählt.
Die turnusmäßige Wahl im Oktober 2018 führte zu folgenden Ergebnis:
- Małgorzata Bednarek (Wahlkomitee Małgorzata Bednarek) 52,2 % der Stimmen
- Agnieszka Pilarek-Słabikowska (Wahlkomitee Agnieszka Pilarek-Słabikowska) 47,8 % der Stimmen

Damit wurde Bednarek bereits im ersten Wahlgang zur neuen Bürgermeisterin gewählt.

### Gemeinderat
Der Gemeinderat umfasst 15 Mitglieder, die in Einpersonenwahlkreisen direkt gewählt werden. Die Wahl im April 2024 führte zu folgendem Ergebnis:
- Wahlkomitee Małgorzata Bednarek 40,0 % der Stimmen, 8 Sitze
- Wahlkomitee Arkadiusz Ziemba 30,2 % der Stimmen, 7 Sitze
- Wahlkomitee Jadwiga Wochwałek 26,3 % der Stimmen, kein Sitz
- Übrige 3,5 % der Stimmen, kein Sitz

Die Wahl im Oktober 2018 führte zu folgendem Ergebnis:
- Wahlkomitee Agnieszka Pilarek-Słabikowska 48,9 % der Stimmen, 10 Sitze
- Wahlkomitee Małgorzata Bednarek 40,3 % der Stimmen, 5 Sitze
- Wahlkomitee „Die Gemeinde ist unsere kleine Heimat“ 5,3 % der Stimmen, kein Sitz
- Übrige 5,5 % der Stimmen, kein Sitz

## Verkehr
Wichtigste Verkehrsachse ist die Autobahn A1. Der Flughafen Katowice liegt fünf Kilometer nördlich.